# Coenophila kieferi
Coenophila kieferi là một loài bướm đêm trong họ Noctuidae.